# چنگالک

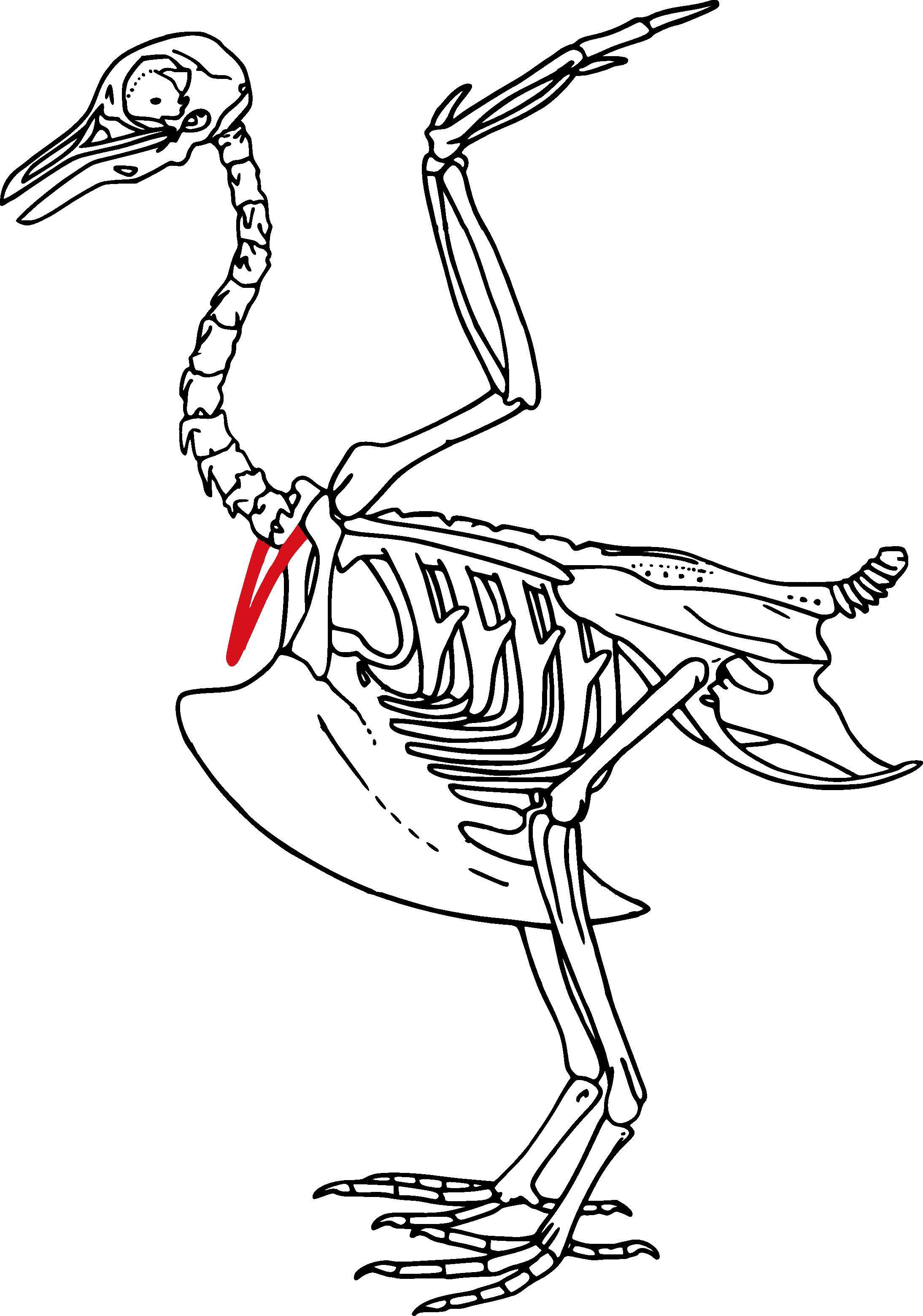
استخوان قرمزرنگ در این تصویر، چنگالک است.

چنگالَک یا استخوان آرزو (به انگلیسی: Furcula, wishbone) استخوانی دوشاخه در بدن پرندگان است که از جوش خوردن دو استخوان ترقوه پدید آمده است.
کارکرد چنگالک در پرندگان، استوارسازی اسکلت سینه است تا در برابر تکان‌های سخت به هنگام پرواز تاب بیاورد. شماری از ددپایان نیز دارای چنگالک بوده‌اند.